# De terugkeer van Sherlock Holmes
De terugkeer van Sherlock Holmes (originele titel The Return of Sherlock Holmes) is een collectie van 13 korte verhalen over de detective Sherlock Holmes, geschreven door Arthur Conan Doyle. De verhalen werden eerst los van elkaar gepubliceerd in 1903 – 1904, en in 1905 uitgebracht in boekvorm.

## Geschiedenis
Het boek werd voor het eerst uitgegeven op 7 maart 1905, door Georges Newnes, Ltd. Er werden aanvankelijk 30.000 exemplaren van gedrukt.
Het was de eerste bundel Holmes-verhalen sinds de “dood” van het personage aan het eind van het verhaal "The Adventure of the Final Problem". In 1901 had Conan Doyle al besloten om toch nog een Sherlock Holmes-verhaal te schrijven, De hond van de Baskervilles, maar hij liet dit verhaal zich afspelen voor "The Adventure of the Final Problem". Het verhaal was echter zo populair dat fans erop stonden dat Conan Doyle Holmes weer terug zou laten keren en meer verhalen zou schrijven.
Hoewel de bundel in 1905 verscheen, spelen de meeste verhalen ervan nog laat in de 19e eeuw. Watson is inmiddels waarschijnlijk weduwnaar geworden (hoe dit gebeurd is, wordt niet vermeld) en trekt op verzoek van Holmes weer bij hem in. Op het verhaal The Second Stain werd al gezinspeeld in De memoires van Sherlock Holmes, wat impliceert dat het verhaal voor de confrontatie met Moriarty speelt. In datzelfde verhaal vermeldt Watson aan de lezer dat Holmes zich tegen de tijd van de publicatie ervan (dus in 1905) al een tijd heeft teruggetrokken in Sussex, waar hij zich bezighoudt met studies en bijen houden. De gepensioneerde Holmes zit volgens Watson niet te wachten op bekendheid, zodat hij niet vaak toestemming geeft voor publicatie. Een nieuw terugkerend personage in de bundel is Stanley Hopkins, een jonge politie-inspecteur, die door Holmes en Watson als veelbelovend wordt omschreven en een hoge dunk van Holmes heeft. De omschrijving van de politie is dus aanzienlijk milder dan in eerdere verhalen van Holmes, waarin de meeste inspecteurs niet veel meer dan koppige idioten waren, die Holmes' werk vaak als onrealistische theorieën afdoen en hem nauwelijks de erkenning geven die hij verdient. Ook inspecteur Lestrades rol is iets vriendschappelijker, met de vermelding dat hij Baker Street buiten de diensturen regelmatig bezoekt om nieuws uit te wisselen met Holmes.

## Verhalen

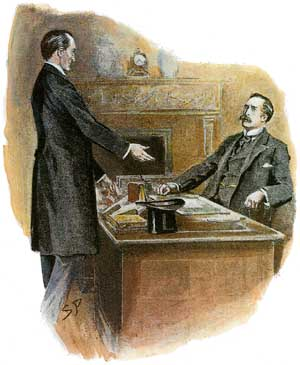
Holmes keert terug en begroet Watson in diens kantoor

### The Adventure of the Empty House
Drie jaar na zijn vermeende dood bij de Reichenbachwaterval keert Sherlock Holmes onverwacht terug naar Londen. Hij vertelt de verbaasde Dr. Watson dat hij zijn gevecht met professor Moriarty had gewonnen, maar nadien onder moest duiken om te ontkomen aan Moriarty’s laatste handlangers. Daarom zette hij onder andere zijn eigen dood in scène door het te doen lijken dat hij ook van de Reichenbachwaterval was gevallen. Een handlanger trapte hier echter niet in, dus moest Holmes voor hem vluchten. De afgelopen drie jaar heeft hij rond de wereld gereisd. Zo is hij onder andere in Tibet geweest. De reden dat hij nu toch terug is gekeerd naar Londen is dat hij nieuws heeft ontvangen over de moord op Ronald Adair, de zoon van de graaf van Maynooth. Holmes blijkt ondanks zijn jarenlange afwezigheid nog altijd een even goede detective, en ontmaskert uiteindelijk kolonel Sebastian Moran, de laatste helper van Moriarty, als de moordenaar.

### The Adventure of the Norwood Builder
Holmes en Watson krijgen bezoek van John Hector McFarlane, een advocaat die beschuldigd wordt van moord op een van zijn cliënten: Jonas Oldacre. De dag ervoor had Oldacre McFarlane nog op laten nemen in zijn testament als zijn enige erfgenaam. Dit geeft McFarlane uiteraard een motief. Ook lijken de bewijzen tegen hem overduidelijk. Holmes onderzoekt het testament van Oldacre, en concludeert dat het blijkbaar met veel haast en zonder nadenken is geschreven. Hij is ervan overtuigd dat Oldacre nog leeft, en dat zijn huishoudster, Mrs. Lexington, er meer van weet. Zijn vermoedens blijken juist. Door een brand in scène te zetten lokt Holmes Oldacre uit zijn schuilplaats. Het blijkt dat Oldacre wraak wilde op de moeder van McFarlane omdat ze hem jaren terug had afgewezen.

### The Adventure of the Dancing Men

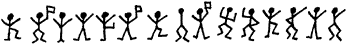
De dansende mannetjes

Holmes wordt benaderd door Hilton Cubitt, die hem een tekening laat zien van een aantal kinderlijk getekende dansende mannetjes. Volgens hem is de tekening een soort code, want zijn vrouw Elsie lijkt er erg door geobsedeerd. Hij is een jaar geleden met haar getrouwd, maar ze wilde dat hij haar nooit over haar verleden zou vragen. Holmes ontdekt dat de tekening een substitutieversleuteling is, en kan met veel puzzelwerk de code kraken. Door het ontcijferde bericht beseft Holmes dat er groot gevaar is, en haast zich naar Cubitts landhuis. Hij is te laat daar Cubitt blijkt te zijn vermoord, en zijn vrouw zwaargewond. Holmes ontdekt dat een Amerikaan genaamd Abe Slaney achter de gecodeerde berichten zit, en stuurt hem een soortgelijk bericht om hem naar zich toe te lokken. Slaney was een voormalige geliefde van Elsie, die hem verliet toen ze ontdekte dat hij crimineel was. Hij heeft Cubitt gedood in een vuurgevecht.

### The Adventure of the Solitary Cyclist
Holmes krijgt bezoek van Violet Smith. Haar vader is pas geleden overleden waarna zij en haar moeder in armoede belandden. Ze kregen contact van twee kennissen van haar oom, Ralph, die jaren terug naar Afrika was vertrokken. Volgens deze kennissen, Mr. Carruthers en Mr. Woodley, is Ralph in armoede gestorven, maar wilde hij zijn familie niet in armoede achterlaten. Smith kreeg van Carruthers een baan aangeboden als muzieklerares. Alles ging goed, tot een zekere Mr. Woodley zijn intrede deed en probeerde haar het hof te maken. Bovendien wordt ze sindsdien regelmatig achtervolgd door een mysterieuze man op een fiets, die haar lijkt te schaduwen. Holmes besluit Mr. Woodley op te zoeken, maar raakt met hem in gevecht verwikkeld. Wanneer hij later bericht ontvangt van Violet dat ook Carruthers haar ten huwelijk heeft gevraagd, vermoedt hij dat ze in een hinderlaag wordt gelokt. Zijn vermoeden blijkt juist wanneer Violet wordt ontvoerd. Holmes ontmoet vervolgens de mysterieuze fietser, maar die blijkt aan zijn kant te staan: hij hield Violet in de gaten voor haar eigen veiligheid. De ontvoerders zijn volgens hem Woodley en Williamson. De fietser onthult zichzelf als Carruthers. Hij en Holmes vinden Violet, die op het punt staat gedwongen te worden tot trouwen met Woodley. Het blijkt dat Violets oom, Ralph, helemaal niet arm gestorven is maar juist erg rijk was. Violet zou z’n fortuin hebben geërfd, en via het huwelijk wilden Woodley en Williamson ook aanspraak maken op dit fortuin. Carruthers zat ook in het complot, maar werd verliefd op Violet en wilde nadien niets meer met het plan te maken hebben.

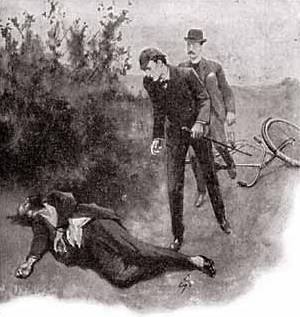
Holmes ontdekt Heideggers lichaam

### The Adventure of the Priory School
Thorneycroft Huxtable, de eigenaar van een vooraanstaande school, zoekt hulp van Holmes nadat een van zijn leerlingen, de tienjarige Lord Saltire, is verdwenen. De vader van de jongen, de hertog van Holdernesse, heeft een grote beloning uitgeloofd voor Saltires terugkeer. Huxtable heeft van de secretaris van de hertog, James Wilder, gehoord dat het leven thuis voor Salitre niet echt prettig was daar zijn ouders zijn gescheiden. Ook blijkt een leraar van de school, Heidegger, te zijn verdwenen. Hij wordt later dood teruggevonden naast zijn fiets. Holmes concludeert dat Saltire vrijwillig de school heeft verlaten, en dat Heidegger hem achterna moest zijn gegaan. Het feit dat Heidegger de achtervolging per fiets inzette betekent dat Saltire blijkbaar ook een transportmiddel had. Heideggers schedel is ingeslagen, wat betekent dat er een derde persoon aanwezig moet zijn geweest. Holmes ontdekt tevens dat James Wilder ook een zoon is van de hertog, geboren uit een buitenechtelijke relatie. Hij zat achter de verdwijning van Saltire om zijn vader te dwingen zijn testament te laten veranderen. Hij wist dat zijn vader nooit de politie erbij zou halen uit angst dat het schandaal over zijn buitenechtelijke relatie uit zou komen. Wilder werd geholpen door Reuben Hayes. Hij is het die Heidegger heeft vermoord. Toen Wilder dit hoorde, biechtte hij alles op aan zijn vader. Holmes vindt Saltire, waarna Hayes wordt gearresteerd. Wilder vertrekt naar Australië om daar zijn geluk te zoeken.

### The Adventure of Black Peter
Holmes wordt naar Forrest Row in Weald gehaald om de moord te onderzoeken op Peter Carey, de 50 jaar oude eigenaar van een schip genaamd de Sea Unicorn. Hij stond bekend in de omgeving als een bijzonder onaardige man. Het moordwapen is een harpoen. Op de plek van de misdaad is een klein notitieboekje gevonden met daarin de initialen J.H.N. Deze blijken te staan voor John Hopley Neligan, die pasgeleden blijkt te hebben ingebroken in de hut van Carey. Hij zocht bewijzen dat Carey verantwoordelijk was voor de dood van zijn vader. Holmes gelooft niet dat Neligan de moordenaar van Carey is, en zoekt dus verder. Hij plaatst een advertentie in de krant met de mededeling dat hij op zoek is naar een harpoenist. Op die manier lokt hij de echte dader naar zich toe: Patrick Cairns, Careys voormalige eerste stuurman. Hij bekent dat Carey inderdaad Neligans vader heeft gedood, maar dat de moord op Carey slechts zelfverdediging was.

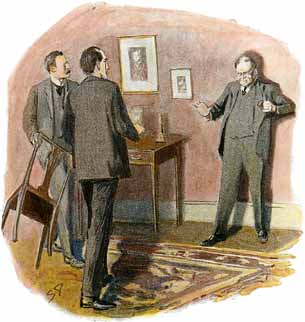
Holmes, Watson en Charles Augustus Milverton

### The Adventure of Charles Augustus Milverton
Holmes wordt ingehuurd door Lady Eva Blackwell om een paar brieven terug te halen waarmee ze gechanteerd wordt door een zekere Charles Augustus Milverton. Hij eist 7000 pond voor de brieven, en beweert dat als hij de inhoud van de brieven openbaar maakt dat het einde zal betekenen van Lady Eva’s huwelijk. Holmes gaat undercover als loodgieter om Milvertons huis binnen te komen. Hij ontdekt waar de brieven zijn. Die nacht breken hij en Watson in om de brieven terug te halen. Ze zijn echter getuige van hoe een ander slachtoffer van Milvertons praktijken het huis binnenkomt en Milverton doodschiet. Holmes weerhoudt Watson ervan om in te grijpen. Naderhand verzamelen ze alle brieven en andere papieren waarmee Milverton zijn slachtoffers chanteerde, en verbranden deze. Wanneer de volgende dag inspecteur Lestrade Holmes om hulp komt vragen voor het oplossen van de moord op Milverton, weigert hij. Aan Watson thuis vertelt hij dat hij had kunnen horen dat de vrouw die Milverton dood schoot ook een chantageslachtoffer van Milverton was en Milverton uit wraak had doodgeschoten omdat deze brieven aan haar dierbare echtgenoot heeft gestuurd waardoor hij stierf aan een gebroken hart. Hij laat Watson ook een aanwijzing zien waardoor Watson weet wie de dame in kwestie is en begrijpt waarom Holmes weigert zijn medewerking te verlenen.

### The Adventure of the Six Napoleons
Inspecteur Lestrade haalt Holmes erbij voor onderzoek naar een reeks incidenten waarbij een man borstbeelden van Napoleon vernielt. De dader in kwestie breekt zelfs in bij mensen om bij deze beelden te komen, maar steelt nooit iets. Holmes ontdekt dat de borstbeelden allemaal met dezelfde matrijs zijn gemaakt. De volgende dag is er weer een borstbeeld vernield, maar dit keer is er ook een moord gepleegd. De vermoorde man heeft een foto op zak van een Italiaanse immigrant genaamd Beppo. Het lijk wordt later geïdentificeerd als dat van Pietro Venucci, een maffioso. Het feit dat de inbreker dit borstbeeld op straat onder een lantaarn heeft gebroken betekent volgens Holmes dat de dader wilde zien wat hij deed. Holmes bezoekt de maker van de borstbeelden, Gelder & Co, en ontdekt dat er zes van deze beelden zijn. Hij ontdekt ook dat een van de laatste twee beelden zich in Chiswick bevinden, en gaat daar met Watson heen om de dader op heterdaad te betrappen. Het plan werkt en Beppo wordt gearresteerd. Het mysterie wordt opgelost wanneer Holmes ook het laatste beeld bemachtigt en dit openbreekt. Er blijkt een edelsteen in te zitten: de zwarte parel van Borgias. Beppo had deze gestolen en in het beeld verstopt toen hij bij Gelder & Co werkte, maar werd gearresteerd vanwege een steekpartij. Toen hij vrijkwam, bleken de beelden al te zijn verkocht.

### The Adventure of the Three Students
Holmes bezoekt een bekende universiteitsstad (mogelijk Oxford), nadat een leraar van het St Luke's College, Mr. Hilton Soames, zijn hulp inroept. Iemand heeft ingebroken bij zijn kantoor om een examen Oudgrieks te bekijken. Dit examen maakt deel uit van een wedstrijd waarmee een student een aanzienlijke studiebeurs kan winnen. Soames vreest dat deze inbraak een schandaal met zich mee zal brengen. Holmes verdenkt een van de drie studenten van wie de kamers aangesloten zijn op hetzelfde trappenhuis als het kantoor van Soames. De student Gilchrist trekt al snel zijn aandacht vanwege zijn enorme lengte en atletisch vermogen. Hij blijkt inderdaad de dader te zijn, daar hij als enige lang genoeg was om van buiten door het raam te kunnen zien dat de examens in het kantoor lagen, en dus als enige wist dat ze daar waren.

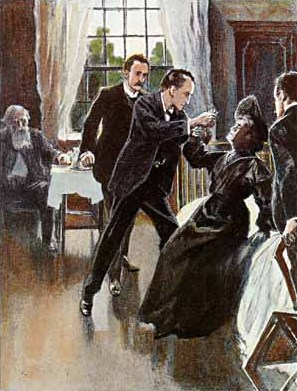
Anna pleegt zelfmoord

### The Adventure of the Golden Pince-Nez
Willoughby Smith, de secretaris van Professor Coram, is vermoord, blijkbaar zonder enig motief. Smith had een blanco strafblad en geen vijanden. Smith is gevonden door de huishoudster. Zijn laatste woorden waren volgens haar “de professor–zij was het.” Holmes vindt bij zijn onderzoek een gouden pince-nez in de hand van Smith. Hij concludeert dat de moordenaar inderdaad een vrouw moet zijn. Vervolgens ondervraagt hij de professor, die veel Egyptische sigaren rookt en de as overal laat vallen. Mede door voetsporen in de as op de grond vindt Holmes de dader, een vrouw genaamd Anna. Ze was naar het huis van de professor gekomen om wat documenten te bemachtigen. Smith betrapte haar, en in een reflex stak ze hem dood. Ze verloor in de worsteling haar bril. Het blijkt dat Anna de vrouw is van de professor, en dat ze beiden van Russische komaf zijn. Ze wilde met de documenten haar vriend helpen, die in een Siberische gevangenis zit. Zij en haar vriend waren beide door de professor verraden. Nu ze is ontdekt, pleegt Anna zelfmoord door vergiftiging. Holmes geeft op haar aandringen nog wel de documenten aan de Russische ambassade.

### The Adventure of the Missing Three-Quarter
Mr. Cyril Overton van het Trinity College vraagt Holmes om hulp bij het opsporen van de vermiste Godfrey Staunton. Hij is de sterspeler van het rugbyteam van het Trinity College, en morgen hebben ze een belangrijke wedstrijd. Hoewel sport niet echt zijn ding is, neemt Holmes de zaak toch aan. Hij hoort dat Staunton voor zijn verdwijning al nerveus was en bleek zag. Hij had volgens de portier van een hotel een brief gekregen van een ruig uitziende man. De brief bevatte blijkbaar erg slecht nieuws. Nadien ging Staunton met de man mee. Daarna verdwenen ze beiden. Holmes kan al snel uitsluiten dat er sprake zou zijn van ontvoering. Hij ontdekt dat Staunton in het geheim getrouwd was. Hij hield dit geheim omdat hij wist dat zijn oom, Lord Mount-James, het huwelijk nooit zou goedkeuren en hem zeker zou onterven als hij erachter kwam. Stauntons vrouw is overleden aan tuberculose. De man in het hotel was haar vader, die Staunton het slechte nieuws kwam brengen.

### The Adventure of the Abbey Grange
Holmes en Watson haasten zich vroeg in de ochtend naar de Abbey Grange in Chislehurst, waar het lijk is gevonden van Sir Eustace Brackenstall. Hij lijkt te zijn gedood door inbrekers. Inspecteur Hopkins vermoedt dat de beruchte Randallbende achter de moord zit. Lady Brackenstall is ook aanwezig, en is duidelijk gewond. De huishoudster vertrouwt Holmes toe dat deze verwondingen zijn veroorzaakt door Sir Eustace. Hij was erg gewelddadig en een alcoholist. Holmes gelooft het verhaal over de inbraak niet daar het wel erg vroeg was voor inbrekers om al op pad te gaan, het huis niet doorzocht leek te zijn op waardevolle spullen, en bovendien de omschrijving van de Randallbende zwart op wit in dossiers staat zodat iedereen deze zou kunnen gebruiken om een inbreker te omschrijven. Holmes ontdekt dat de Brackenstalls 18 maanden geleden uit Australië naar Engeland zijn geëmigreerd, en dat Lady Brackenstall onderweg verliefd was geworden op een zeeman genaamd Crocker. Holmes zoekt hem op, en hij bekent Sir Eustace te hebben gedood uit zelfverdediging toen hij zag hoe hij Lady Brackenstall mishandelde. Holmes besluit dit nieuws voor zich te houden en Crocker te laten gaan daar volgens hem Sir Eustrace de ware dader was in dit alles.

### The Adventure of the Second Stain
De zaak die in dit verhaal wordt behandeld werd al eerder genoemd in het verhaal "The Adventure of the Naval Treaty", dat 11 jaar eerder werd geschreven. Lord Bellinge, de premier van het Verenigd Koninkrijk, en Trelawney Hope, de staatssecretaris voor Europese zaken, komen alle drie naar Holmes vanwege een document dat is gestolen uit een doos in Hopes huis. In verkeerde handen kan het document verstrekkende gevolgen hebben voor Europa; mogelijk zelfs oorlog. Holmes begint zijn onderzoek bij enkele spionnen die hij kent, maar Watson onthult dat een van hen, Eduardo Lucas, is vermoord. Een krantenbericht zet Holmes op het spoor van de moordenaar: Madame Henri Fournaye. Ze was Eduardo Lucas’ vrouw. Holmes keert terug naar het huis van Lucas. Het valt hem op dat hoewel het tapijt op de grond het bloed van Lucas heeft geabsorbeerd, er geen bloedvlek zichtbaar is op de grond onder het tapijt. Wel zit er een bloedvlek op de grond aan de andere kant van het tapijt. Dit is voor Holmes bewijs dat iemand de spullen in de kamer heeft verplaatst na de moord. Hij ontdekt dat de persoon in kwestie Lady Hilda is, de vrouw van staatssecretaris Hope en een chantageslachtoffer van Lucas. Hij zoekt haar op. Ze blijkt slachtoffer te zijn geweest van chantage door Lucas. Ze weet ook waar het document is, en geeft dit aan Holmes. Holmes laat het document in het geheim terugleggen zodat Lady Hilda’s rol in de zaak geheim blijft.